# Czernihów
Czernihów (ukr. Чернігів) – miasto w północno-wschodniej części Ukrainy, nad Desną. Stolica obwodu czernihowskiego.

## Historia

### Ślady archeologiczne
Archeolodzy odkryli w rejonie Czernihowa datowane na VII wiek cztery gródki rodowe otoczone zabudowaniami. Przypuszcza się, że pierwsza osada o rozszerzonym charakterze została założona w IX w. przez księcia Czerniga, co dało początek współczesnej nazwie. W X wieku zbudowano kopiec nazywany Czarną Mogiłą.

### Ruś Kijowska i Księstwo Czernihowskie
Jedno z najstarszych miast Rusi, pierwsza wzmianka historyczna z 907 w staroruskim latopisie Powieść minionych lat. W 992 roku gród stał się siedzibą biskupstwa. Pierwotnie część Księstwa Siewierskiego. W latach 1024–1036 i 1054–1239 stolica Księstwa Czernihowskiego, ustanowiona przez Mścisława I na mocy pokoju zawartego po zwycięstwie nad bratem Jarosławem, wielkim księciem Rusi Kijowskiej.

### Zależność od Mongołów i Złotej Ordy
W 1239 roku gród został zdobyty przez Mongołów podczas podbijania przez nich ziem ruskich, w zależności od których pozostał do 1357 roku.

### Wielkie Księstwo Litewskie i Wielkie Księstwo Moskiewskie
Po zwycięstwie wojsk litewskich Olgierda w bitwie nad Sinymi Wodami, od 1357 roku do 1503 roku Czernihów znajdował się w granicach Wielkiego Księstwa Litewskiego. W czasie wojny litewsko-moskiewskiej zdobyty został w 1503 roku przez Wielkie Księstwo Moskiewskie.

### Rzeczpospolita

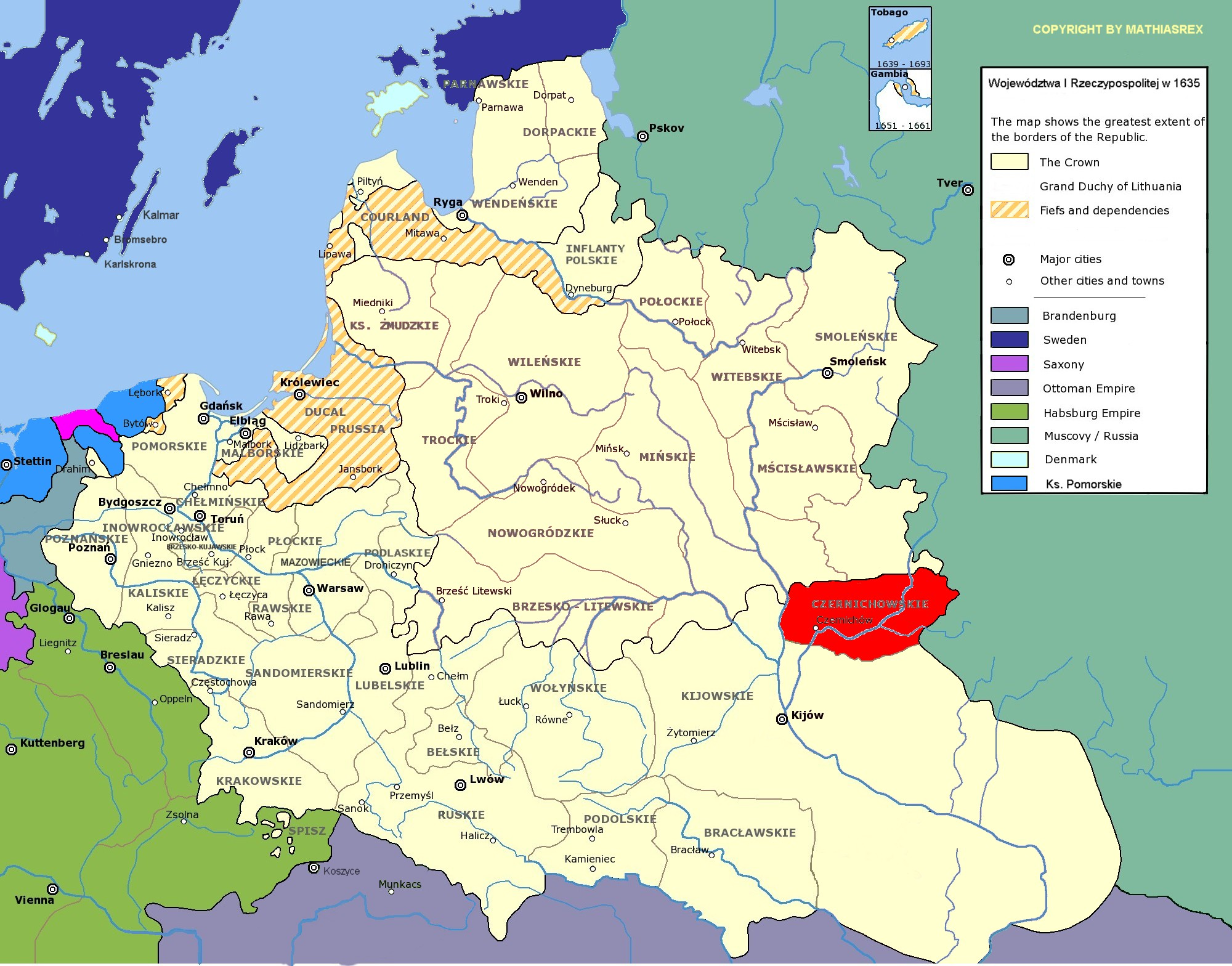
Województwo czernihowskie w I RP

Po wojnie polsko-rosyjskiej (1609–1618) i rozejmie w Dywilinie Czernihów został zniszczony przez polskie wojsko i wszedł w skład Korony Królestwa Polskiego. W następstwie rozpoczął się rozwój miasta, które w 1623 otrzymało prawa miejskie magdeburskie i herb. W 1627 roku odnotowano, że w Czernihowie istniał klasztor dominikanów z przeorem Wacławem Grotowskim, którzy otrzymali na swoje potrzeby cerkiew śś. Borysa i Gleba. W 1635 miasto zostało stolicą województwa czernihowskiego I Rzeczypospolitej. Miejsce popisów szlachty województwa czernihowskiego. Uchwałą z roku 1633 Sejm ustanowił gród (starostwo grodowe) i sąd ziemski w Czernihowie, a także godność kasztelana czernihowskiego oraz urzędy ziemskie. W 1634 roku pokój w Polanowie ostatecznie pozostawił Czernihów przy Rzeczypospolitej. Rzeczpospolita utraciła faktyczną kontrolę nad miastem w czasie powstania Chmielnickiego oraz po rozpoczęciu wojny z Moskwą w 1654 roku.

### Rosja, Ukraińska Republika Ludowa i ZSRR

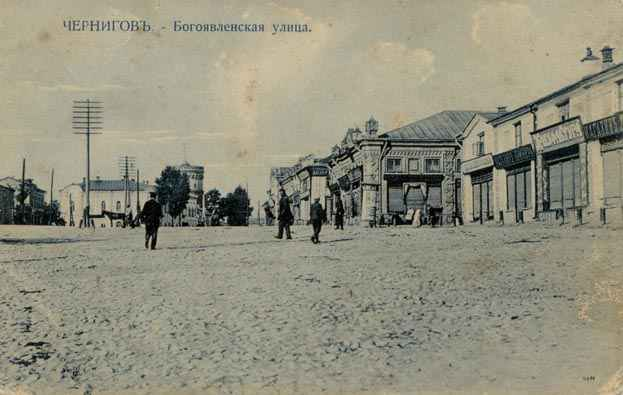
Czernihów ok. 1917 r.

Miasto przyłączono do Rosji w 1667 r. na podstawie postanowień rozejmu andruszowskiego potwierdzonego w traktacie Grzymułtowskiego w 1686 roku. Do 1764 roku znajdował się na terenie Hetmanatu.
Od 1801 r. stolica guberni czernihowskiej.
W 1838 roku w Czernihowie miejscowi Polacy zbudowali kościół katolicki. W 1917 r. odbyło się w Czernihowie posiedzenie organizacyjne Klubu Społecznego Polskiego na czele którego stanął Edward Rettinger, a w skład weszli miejscowi przedstawiciele Centralnego Komitetu Obywatelskiego, Polskiego Towarzystwa Pomocy Ofiarom Wojny i Towarzystwa Patronatu Młodzieży Polskiej. W latach 1917–1919 w Ukraińskiej Republice Ludowej i Państwie Ukraińskim. 12 stycznia 1919 r. zostało zajęte przez Armię Czerwoną i włączone do tworzonej Ukraińskiej Socjalistycznej Republiki Radzieckiej. 18 stycznia 1919 r. swoją kwaterę przeniósł do miasta Władimir Antonow-Owsiejenko, dowodzący całością sił radzieckiego Frontu Ukraińskiego. Stąd też pokierował ofensywą kijowską, zakończoną 5 lutego zajęciem stolicy URL.
Od 1922 r. Czernihów należał do ZSRR, w 1932 r. został stolicą obwodu. W okresie 1941–1943 miasto znajdowało się pod okupacją niemiecką.
W styczniu 1990 r. w Czernihowie miała miejsce rewolucja kiełbasiana. Wskutek wystąpień mieszkańców miasta doszło do odwołania kierownictwa obwodowego komitetu KPZR na czele z Łeonidem Pałażczenką.

### Ukraina

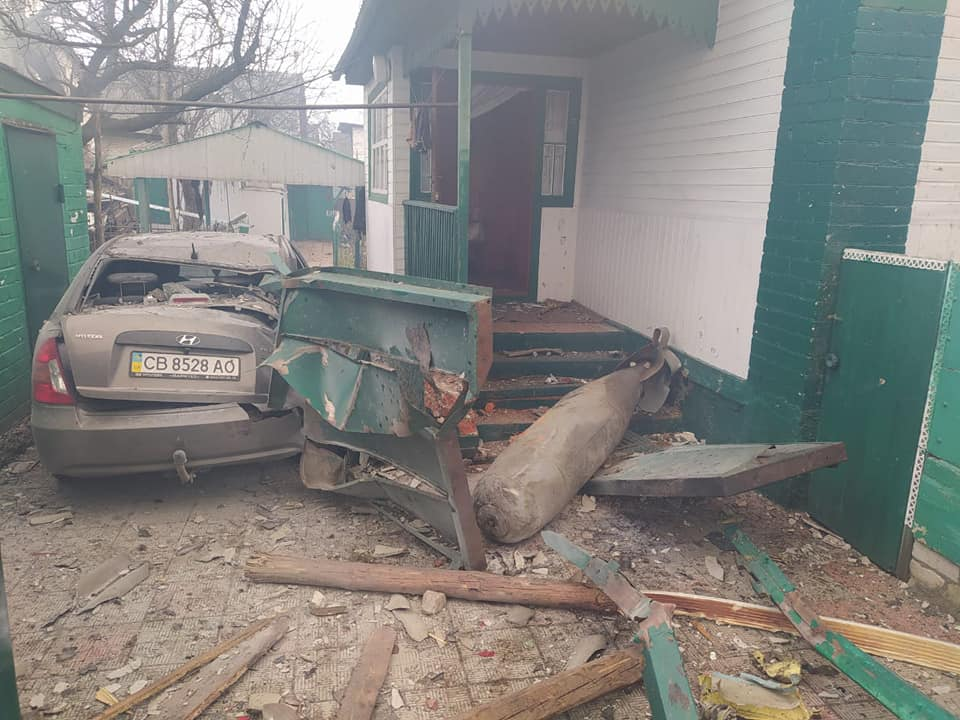
Czernihów, niewybuch bomby po rosyjskim ataku na dzielnicę mieszkalną 5 marca 2022

Od 1991 r. należy do Ukrainy. Jest ośrodkiem administracyjnym obwodu czernihowskiego.
11 kwietnia 2017 r. uczniowie znaleźli monety polskie z XVII wieku, jest to jeden z największych skarbów w historii miasta.
24 lutego 2022 r. Rosja zaatakowała Ukrainę. Na podejściu do Czernihowa, na szosie Ripka – Czernihów, żołnierze 1. oddzielnej brygady czołgów jako pierwsi walczyli z rosyjskimi najeźdźcami. Udane akcje z zasadzek, wsparte ogniem artylerii, czołgiści zadawali straty wysuniętym jednostkom wroga. Pozwoliło to na przygotowanie i zajęcie pozycji obronnych wokół miasta przez jednostki garnizonu czernihowskiego. Wojska rosyjskie zbliżyły się do miasta i nie mogąc go zdobyć, rozpoczęły zmasowany ostrzał jego infrastruktury cywilnej z samolotów i artylerii.
Od 22 marca, po trzech tygodniach ciągłego ostrzału, miasto było na skraju katastrofy humanitarnej. W nocy z 22 na 23 marca rosyjskie bombardowanie wysadziło most drogowy na Desnie, łączący miasto z Kijowem i całą Ukrainą, co pogorszyło sytuację. W mieście nie było prądu, prawie nie było wody, gazu, łączności. Według burmistrza Władysława Atroszenki niektóre dzielnice zostały zniszczone w 70%.
3 kwietnia 2022 r. ostrzał miasta prawie ustał, Chernihów zaczął otrzymywać pomoc humanitarną. Wojska rosyjskie zaczęły wycofywać się z rejonu Sum. Po rosyjskiej inwazji ukraińskie siły zbrojne rozpoczęły oczyszczanie miast i odbudowę infrastruktury. 21 kwietnia Ukrzaliznycia wznowiła pociągi w obwodzie czernihowskim.
Od marca 2022 Miasto-bohater Ukrainy.

## Zabytki
- Cerkiew św. Paraskiewy

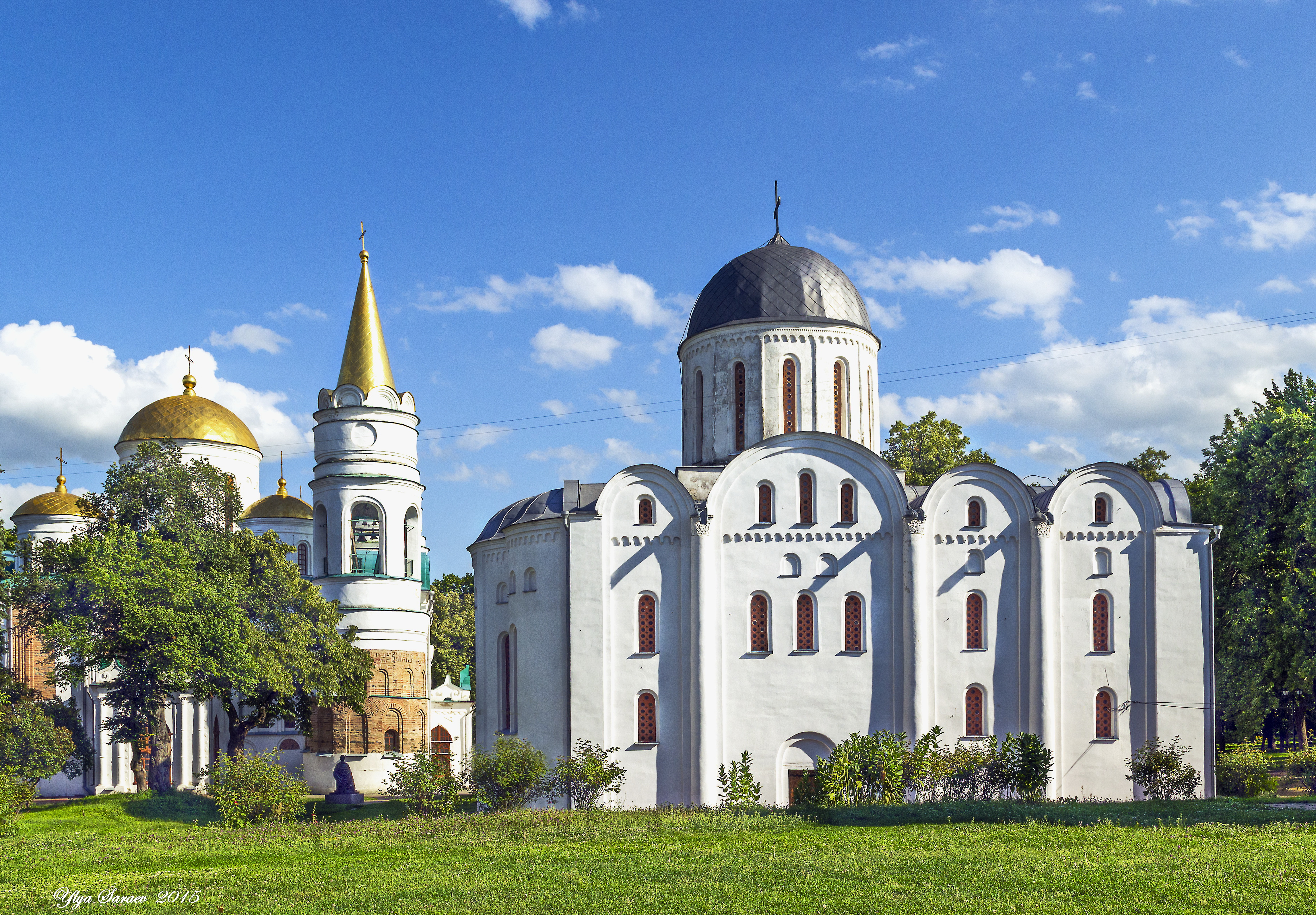
Sobór Świętych Borysa i Gleba w Czernihowie

- Sobór Przemienienia Pańskiego w Czernihowie z XI i XIX wieku.
- Jelecki Monaster Zaśnięcia Matki Bożej
- Monaster Trójcy Świętej i św. Eliasza(inne języki)
- Sobór Świętych Borysa i Gleba z XII wieku
- Cerkiew Zmartwychwstania(inne języki) z XVIII w.
- Pałac arcybiskupi z XVIII w.
- Dom gubernatora, współcześnie Muzeum Historyczne
- Muzeum Tarnowskiego z XIX w.
- Gmach dawnego gimnazjum męskiego
- Gmach ziemstwa z przełomu XIX i XX w.
- Gmach Muzeum Sztuki
- Kościół rzymskokatolicki pw. Wniebowzięcia Najświętszej Maryi Panny i świętego Jana Chrzciciela z 1838 roku (lub 1858). Po 1919 roku zamknięty przez bolszewików. W latach 30. XX wieku został częściowo przebudowany poprzez dodanie dodatkowego stropu, likwidację portyku z kolumnami i zmianę dachu. Obecnie jest użytkowany przez archiwum. W latach 1992–1993 miejscowi katolicy bezskutecznie prosili o zwrot kościoła. W pobliżu znajdował się obecnie zniszczony cmentarz katolicki, na którym pochowano Ewelinę Korzeniowską, matkę światowej sławy pisarza Józefa Konrada Korzeniowskiego (Josepha Conrada)[8].
- Gmach banku z pocz. XX w., współcześnie publiczna biblioteka naukowa(inne języki)
- Hotel Desna
- Kinoteatr im. Szczorsa z lat 1935–1947

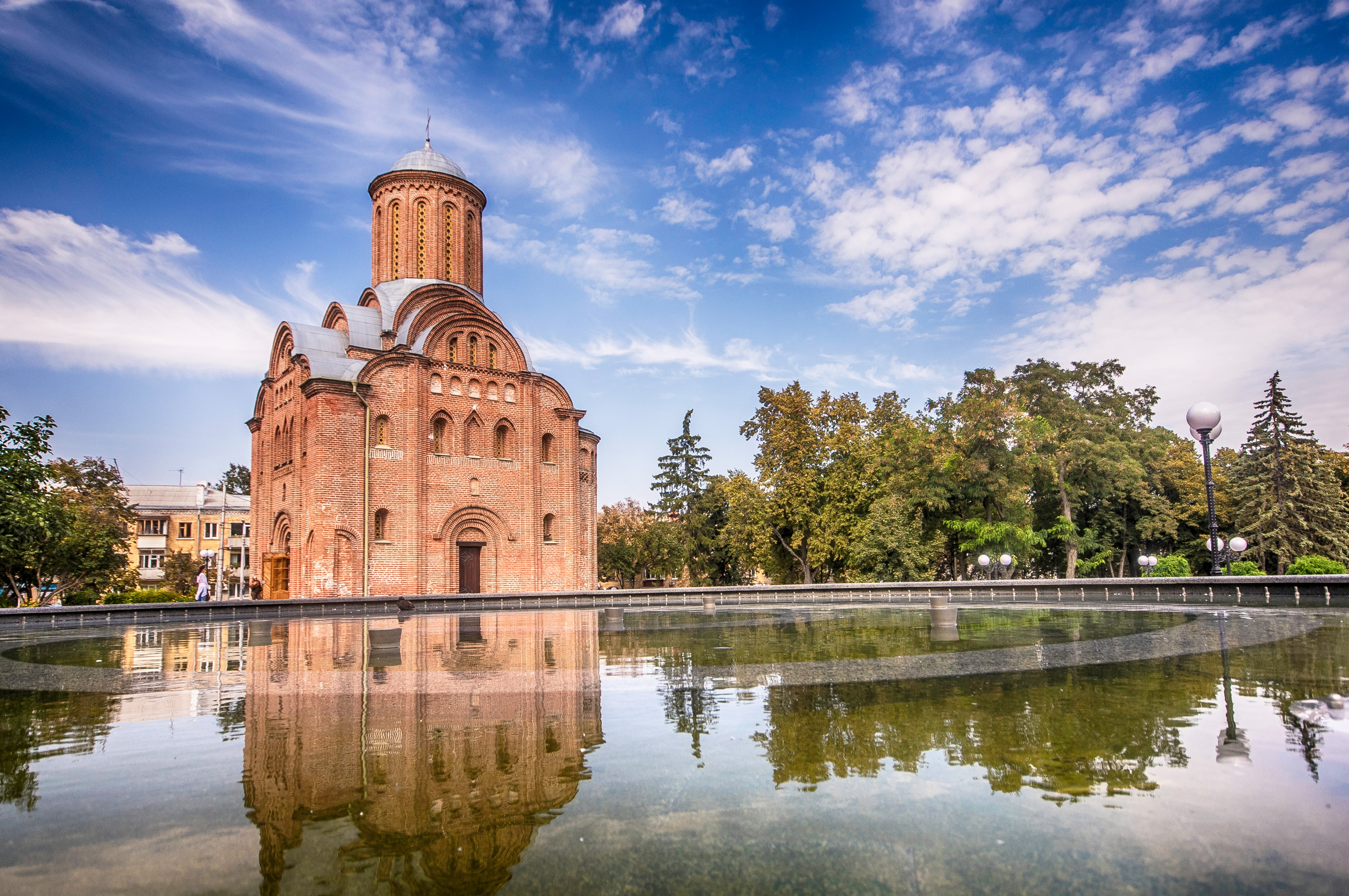
Cerkiew św. Paraskiewy
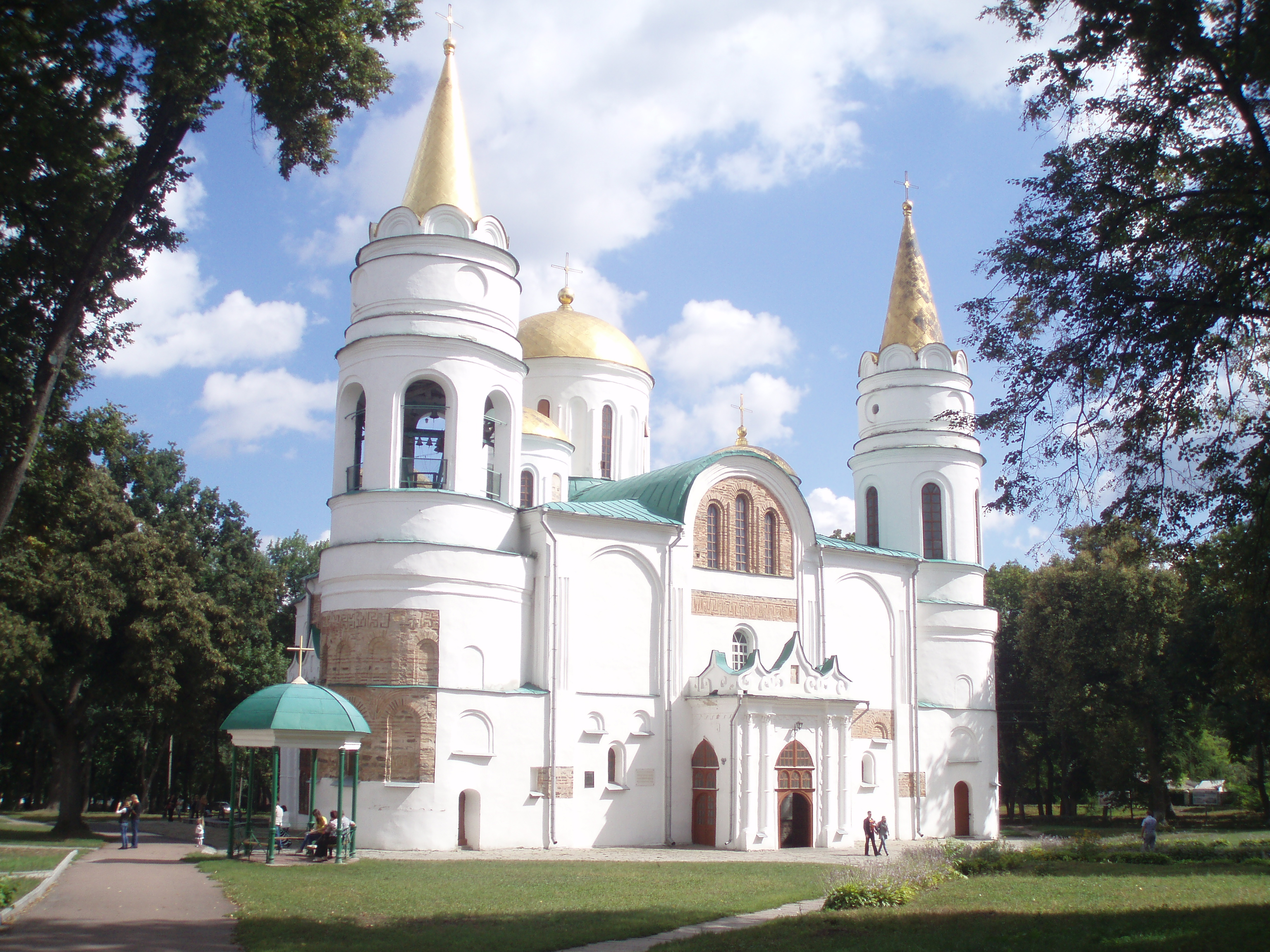
Sobór Przemienienia Pańskiego w Czernihowie
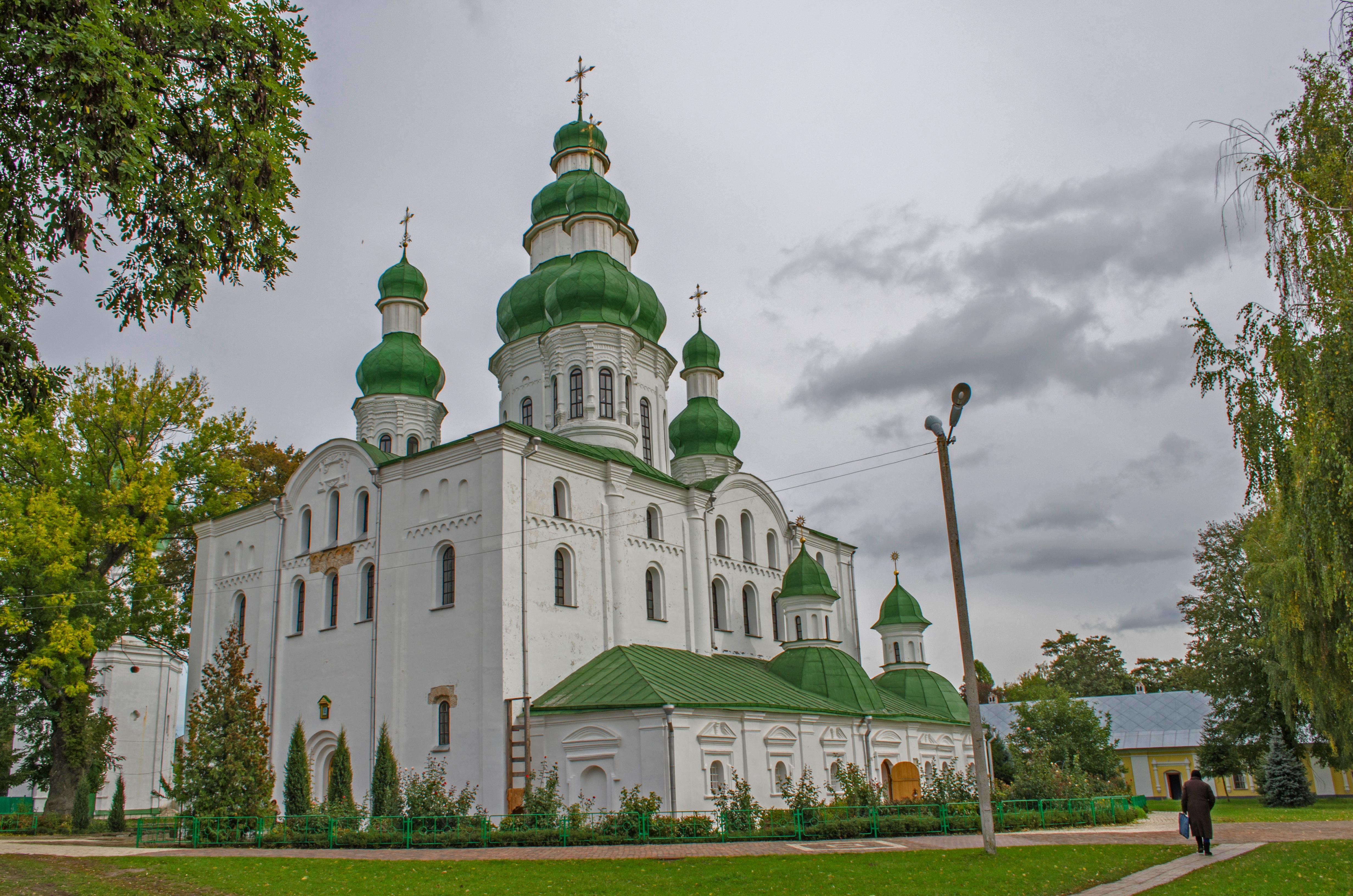
Monaster Zaśnięcia Matki Bożej – główny sobór
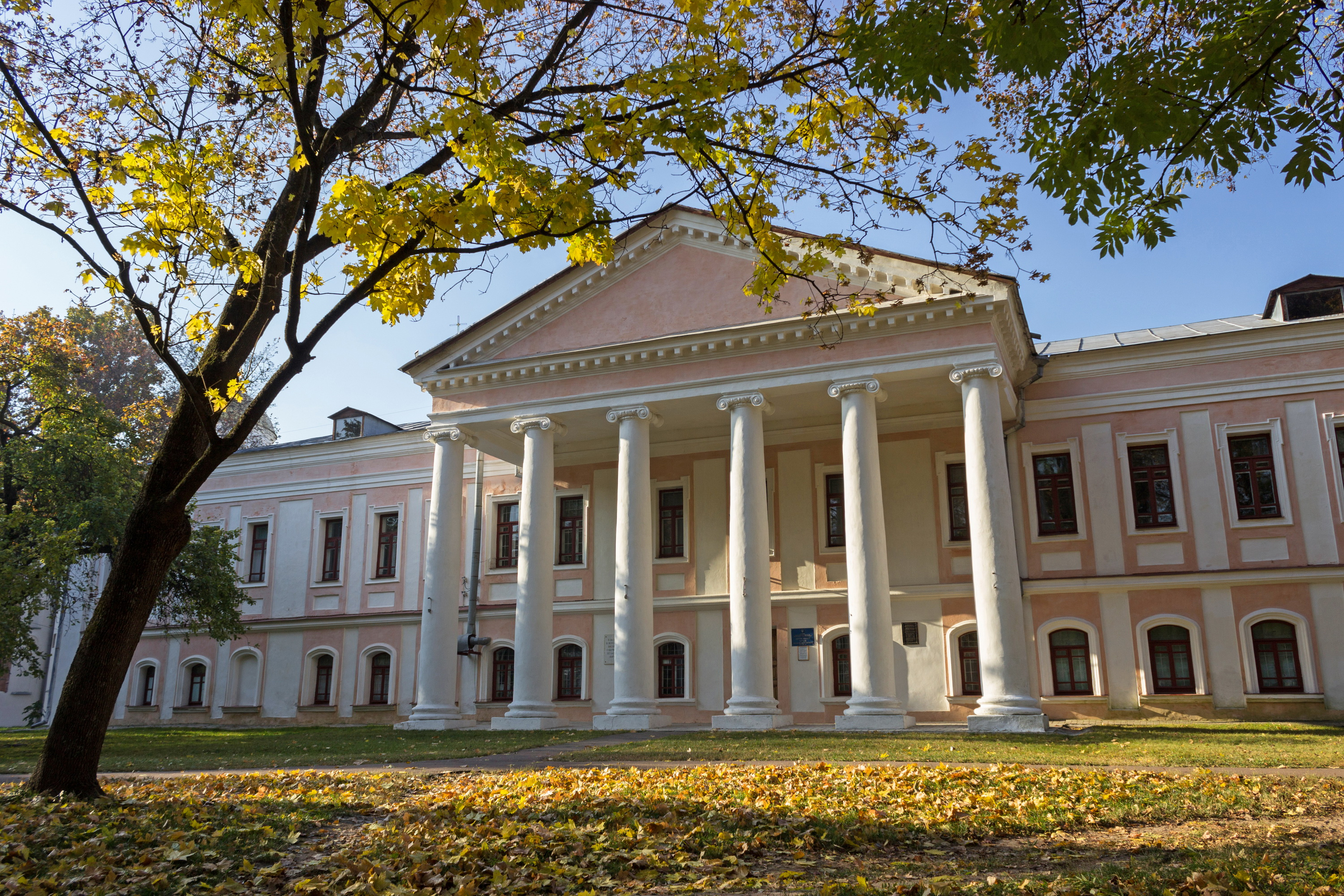
Pałac arcybiskupi
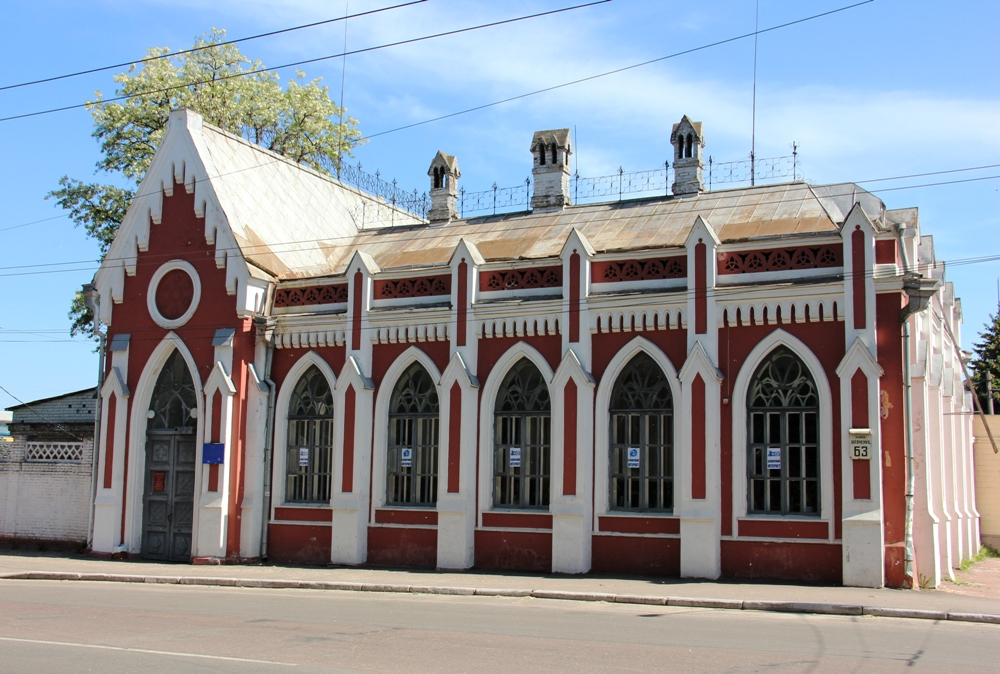
Muzeum Tarnowskiego
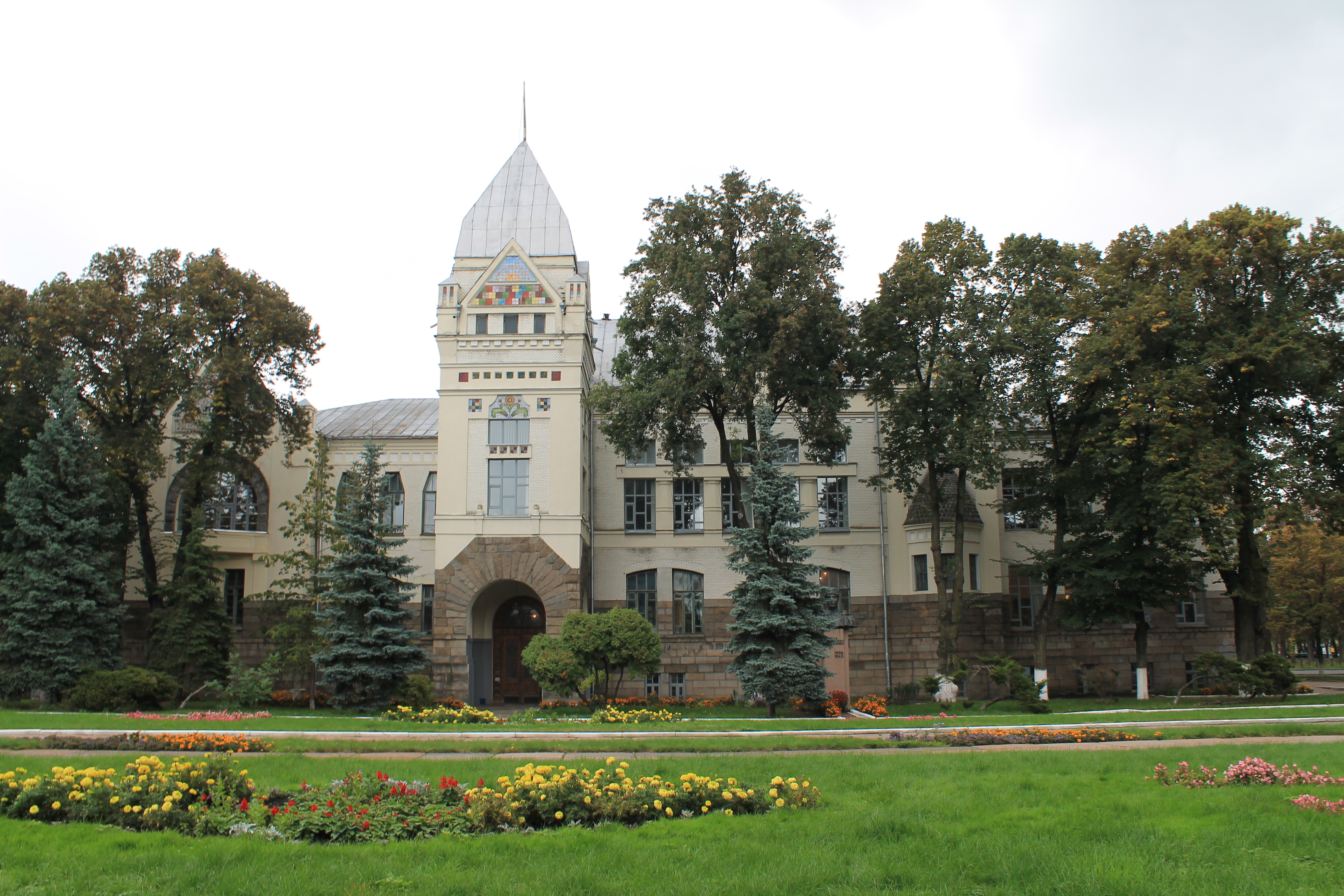
Biblioteka uniwersalna

## Gospodarka
W mieście rozwinął się przemysł spożywczy, maszynowy, elektrotechniczny, chemiczny, włókienniczy, odzieżowy, obuwniczy, drzewny oraz materiałów budowlanych. Ponadto produkuje się tutaj pianina.

## Transport

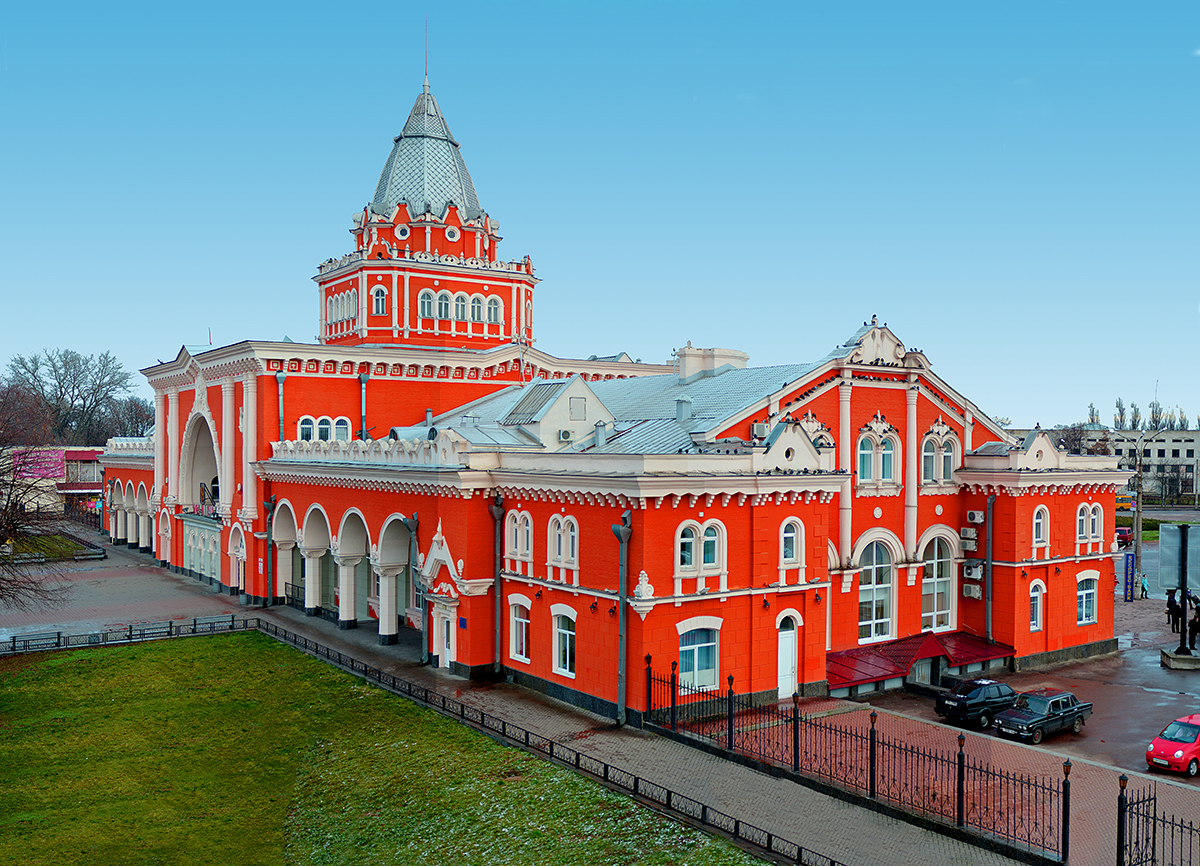
Dworzec kolejowy

Miasto posiada sieć trolejbusową składającą się z 11 linii. Jej uzupełnieniem jest system miejskich autobusów, na który składa się ponad 30 linii.
W mieście znajduje się stacja kolejowa Czernihów oraz dwa dworce autobusowe. Duża część podmiejskich busów rozpoczyna swój bieg z przystanku „Centralny rynek”, który jest głównym węzłem przesiadkowym w mieście.

## Znani ludzie urodzeni w Czernihowie
- Juchym Szkolnykow, ukraiński trener i radziecki piłkarz, pochodzący z Czernigowa, grał w drużynie Czernihowa „Avanhard”.
- Jacob Tamarkin, rosyjsko-amerykański matematyk, urodził się w Czernihowie.
- Denys Skepski to ukraiński piłkarz urodzony w Czernihowie.
- Dmytro Zaderecki to ukraiński piłkarz urodzony w Czernihowie.
- Anatolij Rybakow, rosyjski pisarz
- Jerzy Radomski, kapitan pilot Wojska Polskiego
- Nikołaj Fiodorowicz Drozdow, naukowiec i generał Armii Czerwonej
- Władimir Antonow-Owsiejenko, sowiecki przywódca bolszewików i dyplomata
- Vadim Pruzhanov, klawiszowiec Extreme Power Metal DragonForce
- Giennadij Jerszow, polsko-ukraiński rzeźbiarz, urodził się w Czernihowie.
- Edward Weitz (ur. 1946), izraelski sztangista olimpijski
- Dmytro Mytrofanow to ukraiński zawodowy bokser wagi średniej.
- Andrij Jarmołenko, ukraiński piłkarz dorastający w Czernihowie, grał w Desnie Czernigow, Dynamie Kijów, Borussii Dortmund, a teraz gra w West Ham United.
- Andrij Fedorenko, ukraiński piłkarz, bramkarz, urodził się w Czernihowie.
- Denys Bezborod´ko, ukraiński piłkarz urodzony w Czernihowie, grał w Szachtar-3 Donieck.
- Jurij Hruznow, ukraiński piłkarz, bramkarz i trener, urodzony w Czernihowie, grał w FC Desna Czernigow.
- Witalij Hawrysz, ukraiński piłkarz, urodzony w Czernihowie, grał w FC Desna Czernigow.
- Ołeh Laszko, polityk ukraiński, deputowany Rady Najwyższej i lider Partii Radykalnej Olega Laszki.
- Andrij Procko, ukraiński piłkarz urodzony w Czernihowie, z największą liczbą występów w FC Desna Czernigow.
- Pawło Połeheńko, ukraiński obrońca piłki nożnej, urodził się w Czernihowie, karierę rozpoczął w FC Yunost Czernigow.
- Jana Doroszenko, azerbejdżańska siatkarka pochodzenia ukraińskiego.

## Miasta partnerskie[20]
- Gabrowo, Bułgaria
- Rzeszów, Polska
- Hradec Králové, Czechy
- Memmingen, Niemcy
- Ogre, Łotwa
- Petach Tikwa, Izrael
- Prilep, Macedonia Północna
- Tarnobrzeg, Polska